# Paramylodon
Paramylodon is een geslacht van uitgestorven grondluiaards uit de familie Mylodontidae. Dit dier leefde tijdens het Laat-Plioceen en Pleistoceen in Noord- en Midden-Amerika.

## Fossiele vondsten
Fossielen van Paramylodon zijn gevonden in de Canadese provincie Alberta, meerdere Amerikaanse staten, Mexico, Guatemala, El Salvador, Panama en mogelijk Costa Rica. De soort is met name bekend van omvangrijke vondsten in de asfaltmeren van Rancho La Brea in Californië. De jongste vondsten zijn ongeveer 11.000 jaar oud en zijn gedaan op archeologische vindplaatsen met materiaal van de Cloviscultuur.

## Kenmerken
Paramylodon was ongeveer drie meter lang met een schouderhoogte van ruim een meter en een gewicht van circa een ton, waarbij de exemplaren uit het Vroeg-Pleistoceen kleiner waren dan die uit het Laat-Pleistoceen. Bij berekeningen van het gewicht op basis van de lengte van het dijbeen had de soort in de North American Land Mammal Age Irvingtonian een gewicht van 914 kilogram en in het latere Rancholabrean van 1392 kilogram. Paramylodon had een lange, smalle schedel van ongeveer vijfenveertig centimeter lang en een robuuste bouw met een korte nek, een gedrongen lichaam met een breed bekken, krachtige poten en een zware staart. Paramylodon bewoog zich op vier poten voort. In de huid bevonden zich kleine beenplaatjes van vijf tot dertig millimeter groot, vermoedelijk als een soort bescherming tegen roofdieren. Paramylodon was een herbivoor en zowel een grazer als een knabbelaar. Het dier leefde in open landschappen.

## Naamgeving
Over de jaren zijn de namen Paramylodon, Glossotherium en in oude literatuur Mylodon gebruikt voor fossielen van Mylodontidae uit het Pleistoceen van Noord- en Midden-Amerika. Volgens de huidige inzichten behoren deze vondsten toe aan Paramylodon harlani en kwam Glossotherium alleen in Zuid-Amerika voor. Zo werd een gedeeltelijke onderkaak van een grondluiaard uit de Mylodontidae uit El Hatillo op het schiereiland Azuero van Panama aanvankelijk in 1957 toegeschreven aan Glossotherium tropicorum, waarna bij nieuwe bestudering in 2014 hernoeming tot Paramylodon harlani plaatsvond.